# LibreSSL
LibreSSL – wieloplatformowa, wolna implementacja protokołów SSL i TLS oraz algorytmów kryptograficznych ogólnego przeznaczenia. Powstała na podstawie kopii OpenSSL 1.0.1g utworzonej 13 kwietnia 2014 r. Początkowo używa tych samych API oraz ABI jak OpenSSL. Pierwszy raz powszechnie użyto LibreSSL (wersja 2.0.5) w OpenBSD 5.6.